# کوشکونونگ (میزوری)
کوشکونونگ (به انگلیسی: Koshkonong) یک شهر در ایالات متحده آمریکا است که در شهرستان اورگن، میزوری واقع شده‌است. کوشکونونگ ۰٫۴۷ کیلومتر مربع مساحت و ۲۱۲ نفر جمعیت دارد و ۲۹۷ متر بالاتر از سطح دریا واقع شده‌است.